# Oriol-en-Royans
Oriol-en-Royans é uma comuna francesa na região administrativa de Auvérnia-Ródano-Alpes, no departamento de Drôme. Estende-se por uma área de 16,01 km². Em 2010 a comuna tinha 533 habitantes (densidade: 33,3 hab./km²).